# Ninjemys
Ninjemys ("tortuga ninja") es un género extinto de una gran tortuga meiolánida que vivió durante el Pleistoceno en Queensland, Australia. Era similar a su pariente mayor, Meiolania, exceptuando el hecho de que poseía un par de grandes cuernos en su cabeza que apuntaban a los lados, en vez de hacia atrás.

## Descubrimiento

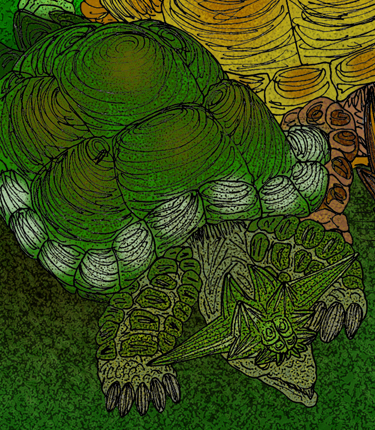
Restauración

Los primeros restos fósiles conocidos fueron inicialmente considerados como pertenecientes al lagarto gigante Megalania, y Richard Owen lo imaginó como una especie de diablo espinoso gigante. Él más tarde describió restos mejor conservados del género emparentado Meiolania de la Isla Lord Howe, dándose cuenta de que este meiolánido era en realidad una tortuga. Más tarde fue clasificado a ese género por A. S. Woodward, quedando la combinación como Meiolania oweni. En 1992 se consideró que las diferencias anatómicas eran suficientes como para asignarle un nuevo género, Ninjemys, el cual fue nombrado haciendo referencia a las Tortugas Ninja. En el artículo de descripción se explica la etimología de esta manera: "Ninja, en alusión al radical y temible cuarteto que personifica el éxito del caparazón; y emys, tortuga."
Como otros meiolánidos, se piensa que N. oweni era un herbívoro. Se estima su peso en unos 200 kilogramos.